# Ifrènides
Els ifrènides, Banu Ifran o Aït Ifren (en amazic: ⴰⵢⵜ ⵢⴼⵔⵏ Ayt Yefren) són una antiga confederació amazic, descendents de la gran branca dels zenetes. Durant la conquesta musulmana del Magrib, s'aliaren amb la reina Kàhina.
Els ifrènides van crear successius principats al Magrib central abans de ser dispersats al Magrib extrem, i a Al-Àndalus:
- El Regne sufrita de Tlemcen, un principat kharigista al Magrib central, vinculat als rustúmides de Tiaret. El va fundar Abu Qurra el 765 després de la Gran Revolta amazic. Van ser els ifrènides els que fundaren la ciutat de Tlemcen. Aquest principat desaparegué cap al 790 en els conflictes entre els idríssides i els rustúmides.
- un altre principat amb el punt àlgid del poder dels Beni Ifren va existir a mitjan segle X sota el regnat de Ya'la ben Muhammad, que va prendre Orà i ordenà la construcció d'una capital, Ifgan, a la regió de Mascara. La van conquerir els fatimites, que dispersaren els caps ifrènides al Magrib extrem, i després de nou pels hammadides el 1058.
- dispersats, els ifrènides es van forjar diferents feus i principats al Magrib extrem i a Al-Àndalus: Tadla, Salé, Màlaga, Jaén i Ronda caigueren en mans dels cacicats ifrènides entre els segles X i XI.

L'emir Abd el-Kader, sobirà algerià del segle XIX, a més d'un suposat origen àrab xerifià, sembla ser descendent dels ifrènides.

## Origen
Hi ha els termes Ifrén, Yffren, Iffra, que provenen de l'ifri amazic ('cova' o 'caverna') i els seus derivats en la toponímia de molts indrets del Magrib. Trobem al cor de l'Aurés o al jabal Nafusa, un lloc anomenat Yffren, segons els relats de l'època de la conquesta àrab. Els ifrènides, com totes les tribus provinents de Botr o zenetes d'Ifríqiya, haurien format part dels contingents amazics de Kàhina.

## Història

### Primer Principatkharigistade Tlemcen

El Regne sufrita de Tlemcen al Magrib central

Els Banu Ifran foren els primers a establir una dinastia a Tlemcen. El Regne sufrita de Tlemcen fou un principat kharigista al Magrib central, vinculat als rustúmides de Tiaret. El fundà Abu Qurra el 765 després de la Revolta amazic. Els ifrènides fundar la ciutat de Tlemcen. Aquest principat fou conquerit cap al 790 en els conflictes entre els idríssides i els rustúmides.

### Segon principat sotmés als califes de Còrdova
Tlemcen, que havia estat en mans dels fatimites des del 911, fou reconquerida el 945 pels ifrènides zenetes. Això fou resultat d'un llarg període de resistència als fatimites, però també als idríssides de l'oest, el regne dels quals el van desmembrar les incursions zenetes i fatimites.
Beni Ifren i Maghraoua —aliat amb els cordovesos— constituïa una greu amenaça per a l'Imperi fatimita. Aquest quasi va desaparéixer sota els colps d'Abu Yazid, sobreanomenat "l'home amb l'ase" (945). Va ser un ifrènida de la tribu Beni Wargu qui va prendre Kairuan i va assetjar el califa fatimita Al-Qàïm bi-Amr Allah a la seua ciutat de Mahdia (945). Salvada per poc per la intervenció del sanhadja Ziri, la dinastia fatimita començà una lluita contra els kharejites d'Ifríqiya. Els del Magrib central, en concret els Beni Ifren de Tlemcen, preservaren el poder i estengueren el seu territori gràcies a aliar-se amb els omeies de Còrdova, enemics dels fatimites.
Aquest principat va arribar al punt àlgid a mitjan segle X segle sota el regnat de Ya'la ben Muhammad, que va prendre Orà i va ordenar la construcció d'una capital: Ifgan, a la regió de Mascara. Ya'la rep la investidura del califa omeia de Còrdova, Abd-ar-Rahman III, com a governador d'una vasta part del Magrib: de Tlemcen a Tànger. El seu bastió fou finalment conquerit pels fatimites, que van dispersar els ifrènides fins a l'estat de tribus derrotades pels zírides i dispersades al Magrib central, a l'Al-Àndalus i a l'Magrib extrem. Els ifrènides restaren sota la tutela del cap, Ziri ibn Atia, de la confederació dels maghawa, una branca zeneta relacionada. Encara al Magrib central, es relata una expedició dels hammadies que va prendre Tlemcen als ifrènides el 1058 i posà fi definitivament al Principat ifrènida a la zona. Posteriorment, la conquesta almoràvit de Tlemcen va veure tots els ifrènides massacrats per Yússuf ibn Taixfín al voltant del 1082.
L'emir Abdelkader, sobirà algerià del segle XIX, tot i un suposat origen àrab, sembla descendir dels ifrènides.

### Dispersions i altres principats a Ibèria i al Magrib extrem
El 955 van prendre Màlaga, Jaén i Ronda. Sota el cap Hamama, van conquerir l'àrea de Tadla. Al segle XI, els Banou Ifren conquistaren el territori dels Berghawata, alhora que eren aliats de l'Emirat de Qúrtuba. Foren amos de les regions que van conquerir i de les ciutats que fundaren com la Kasba Tadla. Això va conduir a la guerra entre les dues dinasties zenetes: els ifrènides i els maghrawa, que foren expulsats en part de la seua àrea d'origen al Magrib central, es van forjar feus al Magrib extrem, que estava immers en el desordre. La dinastia dels ifrènides fundà el Regne de Salé Tadla, sota Abou 'l Kemal abans de la seua caiguda en mans dels almoràvits. L'emir Abdelkader, sobirà algerià del segle XIX, tot i un suposat origen àrab xerifià, sembla descendir dels ifrènides. Akyeampong i Henri Louise Gates, Jr. daten la dinastia del 790 al 1066. Els caps eren elegits, segons Mouloud Gaïd, i després van declarar la guerra als fatimites. Posteriorment, l'ascens dels almoràvits posà fi a la dinastia ifrènida.

## Dinastia Ifrènida
--------------------------